# Clusia chitibiquetensis
Clusia chitibiquetensis är en tvåhjärtbladig växtart som beskrevs av Bassett Maguire. Clusia chitibiquetensis ingår i släktet Clusia och familjen Clusiaceae. Inga underarter finns listade i Catalogue of Life.